# Повинность

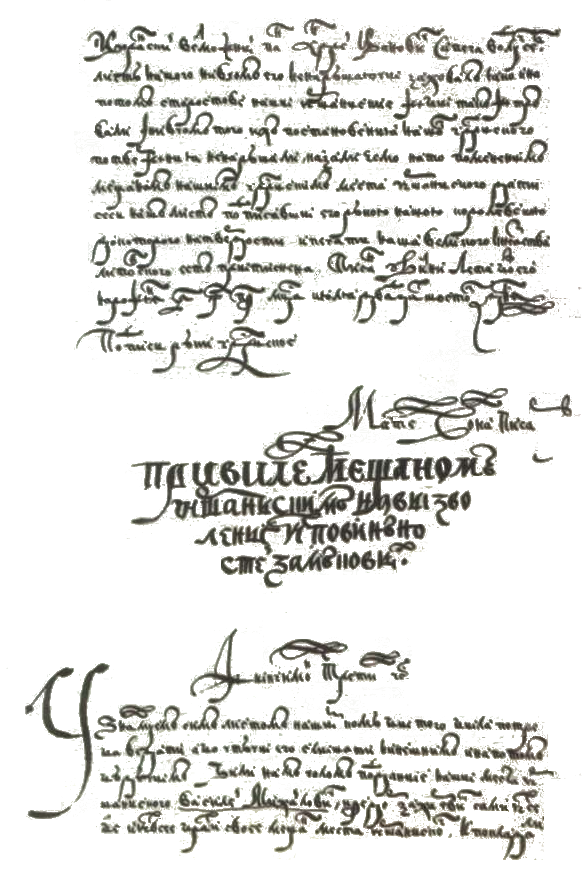
Привилей оршанским мещанам на освобождение от замковых повинностей.
Копия фрагмента метрики ВКЛ.
1589 год.

Пови́нность — обязанность, долг, что повинное лицо должно исполнить, отбыть. 
В других источниках указано что повинности, юридические, и финансовые, обязательные личные или вещественные услуги граждан для удовлетворения государственных и местных общественных потребностей, которые могли удовлетворятся непосредственно личным трудом и услугами обывателей, например по содержанию местных дорог, подвод для разъездов чиновников, по предоставлению квартир чиновникам и войскам и тому подобное. Законодательно закреплённая обязанность по выполнению общественно полезного труда, и общественная или государственная обязанность граждан по обязательному денежному или натуральному взносу (налогу) обществу и государству. Первыми исторически считаются повинности в пользу победителей в войне (военных действиях) — контрибуция и дань.

## Виды и типы
В Русском и иных государствах существовали следующие виды и типы повинности (возможно представлены не все):
- Государевы[5] (государственные) повинности.
- Земские повинности разделялись на денежные и натуральные (работные)[5]:
  - Денежные повинности — удовлетворение хозяйственных потребностей государства и общества деньгами, то есть налог;
  - Натуральные повинности — удовлетворение хозяйственных потребностей государства и общества непосредственно личным трудом и услугами обывателей[3].
- Ратная повинность — военная повинность в Русском государстве. Главным образом она состояла в поставке в Русское войско даточных людей[6].
- Рекрутская повинность[7] — способ комплектования Вооружённых сил Российской империи (Русских гвардии, армии, флота и других формирований) до 1874 года. Рекрутская повинность введена в России Петром I в 1699 году, когда, перед войной со шведами, повелено было произвести первый набор 32 тысячи солдат на новых началах. В первое время люди, собираемые по рекрутской повинности, назывались по-прежнему даточными людьми. В России термин рекрут был узаконен в 1705 году.
- Городовое дело
- Дорожная повинность[8]
- Мостовая повинность[9]
- Ямская повинность[10]
- Конская повинность[11]
- Подводная повинность[12]
- Квартирная повинность[13]
- Трудовая повинность
- Воинская повинность[14][15][14]
- Принудительная трудовая повинность
- Феодальная повинность — Вассалитет
- Барщина — повинность, отбываемая крепостными и временно обязанными крестьянами в пользу землевладельца.
- Тягло — система денежных и натуральных государственных повинностей крестьян и посадских людей в Русском государстве XV — нач. XVIII в.
- Ангария — государственная ямская повинность в Римской империи, Византии, средневековой Европе.
- Ашар[16]
- и другие.